# 477
477 (CDLXXVII) fue un año común comenzado en sábado del calendario juliano, en vigor en aquella fecha. 
En el Imperio romano, el año fue nombrado el año después del consulado de Basílico y Armato, o menos comúnmente, como el 1230 Ab urbe condita, adquiriendo su denominación como 477 a principios de la Edad Media, al establecerse el anno Domini.

## Acontecimientos

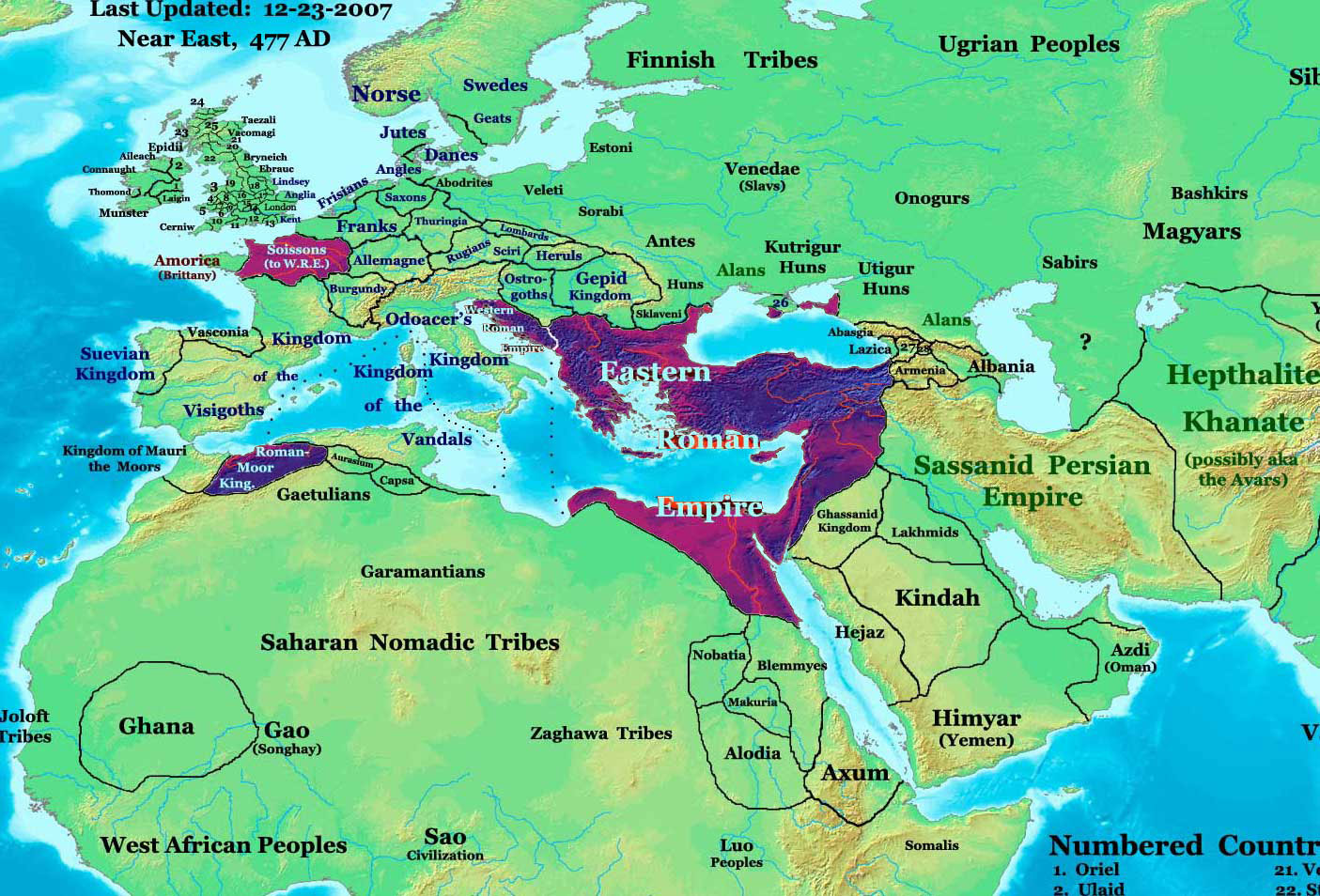
Lo que queda del Imperio romano de occidente cae en las manos de Julio Nepote.

- Hunerico se convierte en rey de los vándalos.
- El budismo se convierte en religión estatal en China.

## Fallecimientos
- 25 de enero: Genserico, rey de los vándalos.